# Tharra lutea
Tharra lutea är en insektsart som beskrevs av Xavier Montrouzier 1861. Tharra lutea ingår i släktet Tharra och familjen dvärgstritar. Inga underarter finns listade i Catalogue of Life.